# فيكتوريا جاكسون (سيدة أعمال)
فيكتوريا جاكسون (بالإنجليزية: Victoria Jackson)‏ هي سيدة أعمال أمريكية، ولدت في 31 أغسطس 1955.